# 劉希
劉 希（りゅう き、? - 1187年）は、南宋の高宗の寵妃。

## 生涯
杭州銭塘県の人。劉懋と李氏の娘。紹興10年（1140年）、後宮に入って高宗の紅霞帔を務めた。のちに司記、才人に上った。紹興17年（1147年）、婕妤に封ぜられた。紹興22年（1152年）、婉容、さらに貴妃へと進んだ。
父の劉懋は節度使に任じられた。また、2人の侍女（瓊華・緑華）は孝宗の妃嬪となった。
女性書画家として知られ、大小二つの方形「奉華堂印」という印を有していた。絵画にはみな奉華堂印の図章が加えられた。人物画を得意とし、とりわけ後宮生活の画題で独自性を発揮した。一方、美女として名高かった。淳熙14年（1187年）、薨去した。

## 逸話
金の廃帝海陵王は、「金の君主となる」「宋を討ってその皇帝を自分の膝下にひざまずかせる」「天下一の美女を娶る」という3つの夢を公言した。南宋から降伏した人々は、柳永の詩詞を引き合いに出し、海陵王に南宋の景色を言葉巧みに吹聴した。また、高宗の劉貴妃を、後蜀の花蕊夫人、南唐の大周后・小周后に勝る、南宋で一番の美人として挙げた。この話は女色家で有名な海陵王を喜ばせ、南宋滅亡後の劉貴妃の獲得に備えて服飾と寝具を準備させた。結局、海陵王は南宋遠征のさなかに叛乱で殺された。

## 伝記資料
- 『宋史』
- 『金史』
- 『宋会要輯稿』
- 『建炎以来朝野雑記』